# Ponte Magellanico

Il Ponte Magellanico è una corrente di idrogeno neutro che collega le due Nubi di Magellano.
Si sarebbe formato durante l'ultimo transito ravvicinato tra le due Nubi, avvenuto circa 200.000 anni fa. Oltre all'idrogeno, sono presenti alcuni gas leggeri e metalli, nonché un certo numero di stelle isolate, appartenenti in origine ad entrambe le Nubi. L'età delle concentrazioni stellari più notevoli del ponte (10-25 milioni di anni) suggerisce che su di esso possano avvenire fenomeni di formazione stellare.
Non è da confondersi con la Corrente Magellanica, che collega invece le due Nubi con la Via Lattea.
Uno studio pubblicato a maggio 2017 effettuato dall'Università di Toronto ha rilevato un campo magnetico associato al Ponte. Tale campo, già ipotizzato in passato, è stato osservato indirettamente studiando i segnali radio provenienti da lontane galassie oltre le due Nubi; in prossimità del Ponte tale campo inverte la polarizzazione dei segnali.